# 충주 미륵대원지 석조귀부
충주 미륵대원지 석조귀부(忠州 彌勒大院址 石造龜趺)는 충청북도 충주시 수안보면 미륵리, 미륵대원지에 있는 고려시대의 석조귀부이다. 2005년 5월 6일 충청북도의 유형문화재 제269호로 지정되었다.

## 개요
우리나라 최대규모의 귀부로 원위치의 자연석을 다듬어 만든 것으로 보인다. 현재 비신은 남아 있지 않으며 비신꽂이 홈이 조성되어 있으나 일반적인 모습은 아니어서 실제 비신이 있었는지의 여부도 불투명하다. 귀갑문은 표현되지 않았고 거북등 좌측 경사면에 2마리의 새끼거북이 새겨져 있다.

## 같이 보기
- 충주 미륵대원지

## 참고 자료
- 충주 미륵대원지 석조귀부 - 국가유산청 국가유산포털